# Somme-Yèvre
Somme-Yèvre è un comune francese di 110 abitanti situato nel dipartimento della Marna nella regione del Grand Est.

## Società

### Evoluzione demografica
Abitanti censiti